# 22. nordlige breddekreds
Den 22. nordlige breddekreds (eller 22 grader nordlig bredde) er en breddekreds, der ligger 22 grader nord for ækvator. Den løber gennem Afrika, Asien, det Indiske Ocean, Stillehavet, Nordamerika, Caribien og Atlanterhavet.